# Elias Rahbani
Elias Rahbani (en arabe : إلياس الرحباني ; Antélias, 23 juin 1938 - Beyrouth, 4 janvier 2021) est un chanteur et compositeur libanais.